# Parablarinella
Parablarinella – rodzaj ssaków z podrodziny ryjówek (Soricinae) w obrębie rodziny ryjówkowatych (Soricidae). 

## Zasięg występowania
Rodzaj obejmuje gatunki występujące w Chińskiej Republice Ludowej i Wietnamie.

## Morfologia
Długość ciała (bez ogona) 52–74 mm, długość ogona 31–42 mm, długość tylnej stopy 8,5–14 mm; masy ciała 8 g.

## Systematyka
Rodzaj zdefiniował w 2018 roku chiński zoolog He Kai w artykule poświęconym nowemu rodzajowi azjatyckiej ryjówki azjatyckiej wyodrębnionemu na podstawie porównań molekularnych i morfologicznych opublikowanym na łamach Zoological Research. Gatunkiem typowym jest (oryginalne oznaczenie) blarynka indochińska (P. griselda). Jednak nazwa Pantherina, którą autor nadał nowemu taksonowi, okazała się młodszym homonimem rodzaju chrząszczy opisanym w 1998 roku, dlatego w 2019 roku międzynarodowy zespół zoologów i genetyków (Rosjanie Anna Bannikowa, Eugenia Sołowiewa, Swietłana Pawłowa, Tatiana Demidowa, Siergiej Simanowski, Władimir Lebiediew, Aleksiej Abramow i Boris Sheftel, Brytyjka Paulina D. Jenkins, Chińczyk Fang Yun oraz Szwed Love Dalén) nadał rodzajowi ryjówek nową nazwę – Parablarinella.

### Etymologia
- Pantherina: łac. panthera ‘pantera, lampart’, od gr. πανθηρ panthēr, πανθηρος panthēros ‘pantera, lampart’; przyrostek zdrabniający -ina[2].
- Parablarinella: gr. παρα para ‘blisko,  obok’; rodzaj Blarinella O. Thomas, 1911) (blarynka)[1].

### Podział systematyczny
Do rodzaju należą następujące gatunki:
- Parablarinella griselda (O. Thomas, 1912) – blarynka indochińska
- Parablarinella latimaxillata Chen Zhongzheng & Jiang Xuelong, 2023